# Presidentvalet i Folkrepubliken Donetsk 2018
Presidentvalet i Folkrepubliken Donetsk ägde rum den 11 november 2018. Det skedde efter mordet på den tidigare presidenten Aleksandr Zachartjenko. Fram till valet var Denis Pusjilin tillförordnad president i separatisternas självutropade Folkrepubliken Donetsk. Samtidigt hölls även val i Folkrepubliken Lugansk. 
Under valkampen skadades fyra personer i en explosion i kommunistpartiets byggnad den 29 september i separatisternas fäste i staden Donetsk. En av dem var Igor Kakidzjanov, en av kandidaterna till posten som ny president.

## Legitimitet
Folkrepubliken Donetsk erkänns inte internationellt, då området erkänns som en del av Ukraina. Valen anses olagliga och ogiltiga av EU. Kurt Volker, USA:s speciella sändebud till Ukraina, kallade dem "ett hån". EU och USA anser även att valen är olagliga, och  en kränkning av Minskavtalet från 2015 om en lösning på konflikten. Ryssland å sin sida anser att valen var nödvändiga för att fylla tomrummet efter Aleksandr Zachartjenkos död, att valen hålls enligt befolkningens eget beslut, och har inte något att göra med Minskavtalet.

## Valresultat
Valdeltagande 80%.

### Kandidater
10 kandidater ställde upp till val:
- Denis Pusjilin  60,85%
- Roman Khramenkov 14,2%
- Yelena Shishkina 9,3%
- Roman Evstifeyev 7,75%